# Zamek w Szymbarku
Zamek kapituły pomezańskiej w Szymbarku – czternastowieczny zamek we wsi Szymbark (województwo warmińsko-mazurskie) zbudowany przez kapitułę pomezańską, następnie rezydencja rodowa. Spalony w 1946 przez Armię Czerwoną i od tego czasu pozostaje w ruinie.

## Historia

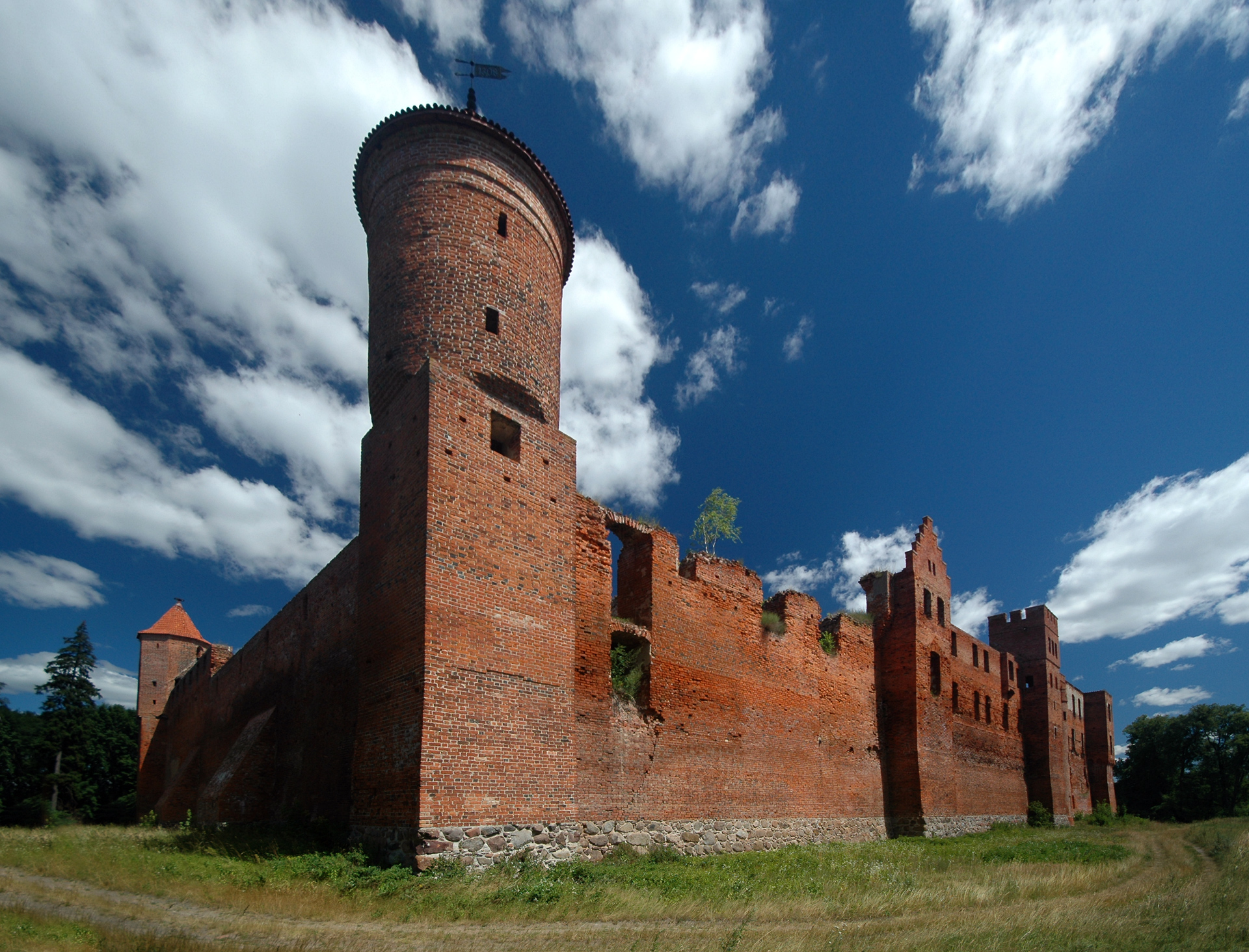
Zachodnia część zamku

Budowa zamku w Szymbarku rozpoczęła się najpewniej w latach 70. XIV wieku z inicjatywy proboszcza kapituły pomezańskiej Henryka ze Skarlina, co potwierdza inskrypcja umieszczona nad bramą wjazdową Hec Porta Constructa Est Anno Domini MCCCLXXXVI Tempore Fratris Henrici De Skarlin Prepoziti. Istnieje jednak pogląd, iż budowa zamku trwała o wiele dłużej i została rozpoczęta jeszcze w XIII stuleciu. Nie ma natomiast wątpliwości co do usytuowania zamku na miejscu dawnego grodu Prusów.
W pierwszej fazie budowy warowni wzniesiono jej mury zewnętrzne, osiem baszt, ufortyfikowaną bramę oraz fosę z drewnianym mostem zwodzonym. W tym czasie zaczęło powstawać również wschodnie skrzydło zamku oraz zespół drewnianych domów mieszkalnych w obrębie wzniesionych murów. Obiekty te, traktowane jako tymczasowe, zostały usunięte w XV wieku ciągiem murowanych budynków. Całe założenie pełniło raczej funkcje mieszkalne i reprezentacyjne niż obronne, jednak w czasie wojny trzynastoletniej zamek stał się areną gwałtownych walk między stroną polską a Krzyżakami, w rezultacie czego niemal doszczętnie spłonął. Po zakończeniu wojny obiekt został odbudowany i wzmocniony na wypadek powtórzenia się konfliktu zbrojnego - wzniesiono dodatkowe baszty, podwyższono mury obronne. Mimo tych czynności w 1520 zamek bez walki poddał się na widok pięciotysięcznej armii polskiej, prowadzonej przez Stanisława Kostkę, który został królewskim zarządcą - starostą Szymbarka aż do 1526 roku.

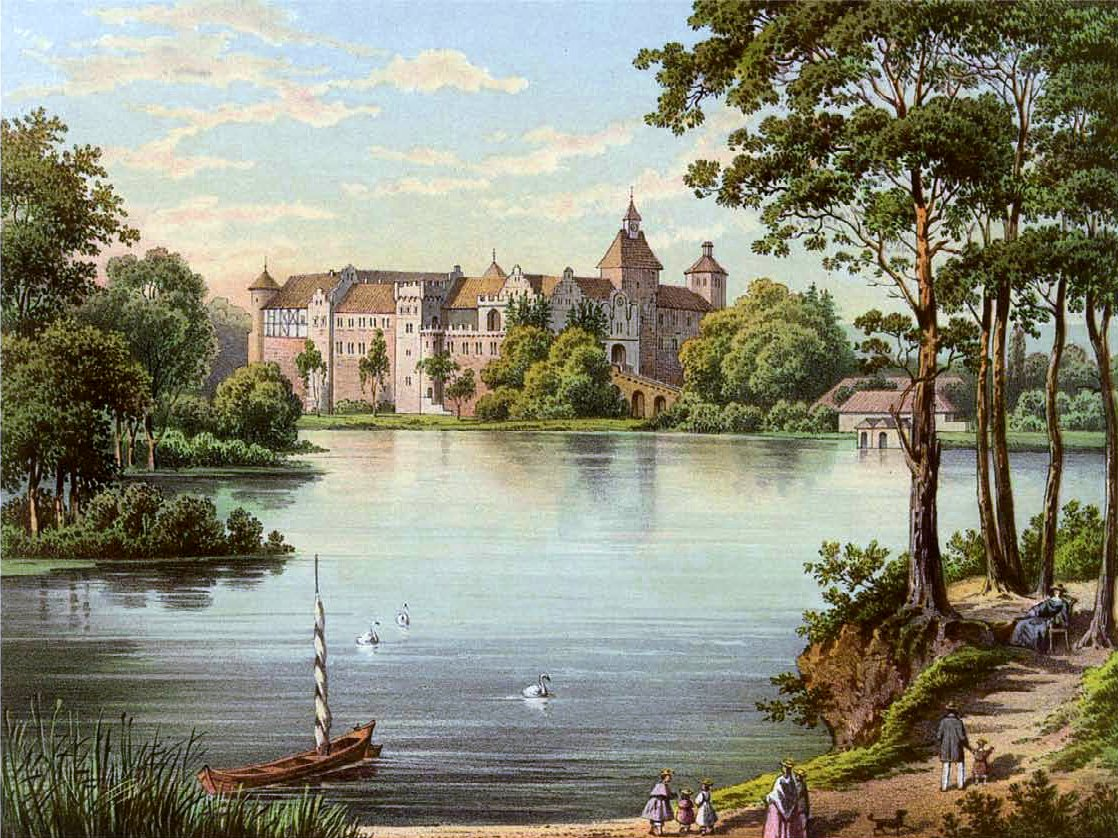
Zamek pod koniec XIX wieku

Po sekularyzacji dawnego państwa krzyżackiego właścicielem zamku został Albrecht Hohenzollern, który początkowo pozostawił zamek w rękach biskupa Erharda von Queiss, a po jego śmierci przekazał go ewangelickiemu biskupowi Georgowi von Polentzowi. Jego spadkobiercy administrowali zamkiem do 1653, przeprowadzając renesansową przebudowę obiektu i zmieniając go ostatecznie w rezydencję. Kolejnym właścicielem dóbr szymbarskich był Jonasz Kazimierz von Eulenburg, a po nim Teodor Schlieben. Pod koniec XVII wieku sprzedał on zamek Ernestowi Finck von Finckenstein, którego rodzina władała zamkiem do 1945. Rodzina ta przeprowadziła najpierw przebudowę obiektu w duchu baroku, urządzając na jego terenie oranżerię i park, a następnie, w epoce romantyzmu, sfinansowała regotyzację zamku, nadając mu częściowo oryginalny wygląd.
W czasie II wojny światowej zamek przejęły oddziały SS, po nich obiekt zamieniła na tymczasową kwaterę Armia Czerwona. Odchodzący żołnierze radzieccy spalili gmach razem z całym ocalałym wyposażeniem. W latach 60. XX wieku wykonano jedynie ograniczone zabiegi konserwatorskie, odgruzowując i zadaszając część budynków. W 1988 fundacja Widzieć Muzyką przejęła ruiny, zapowiadając ich odbudowę i uruchomienie ośrodka dla niewidomych dzieci, jednak z braku funduszy była zmuszona zrezygnować z tego planu.
Ruiny szymbarskiego zamku pod koniec 1995 roku stały się polem bitwy z końca II wojny światowej. Volker Schlöndorff kręcił tam sceny do filmu „Król olch” z Johnem Malkovichem w roli głównej.

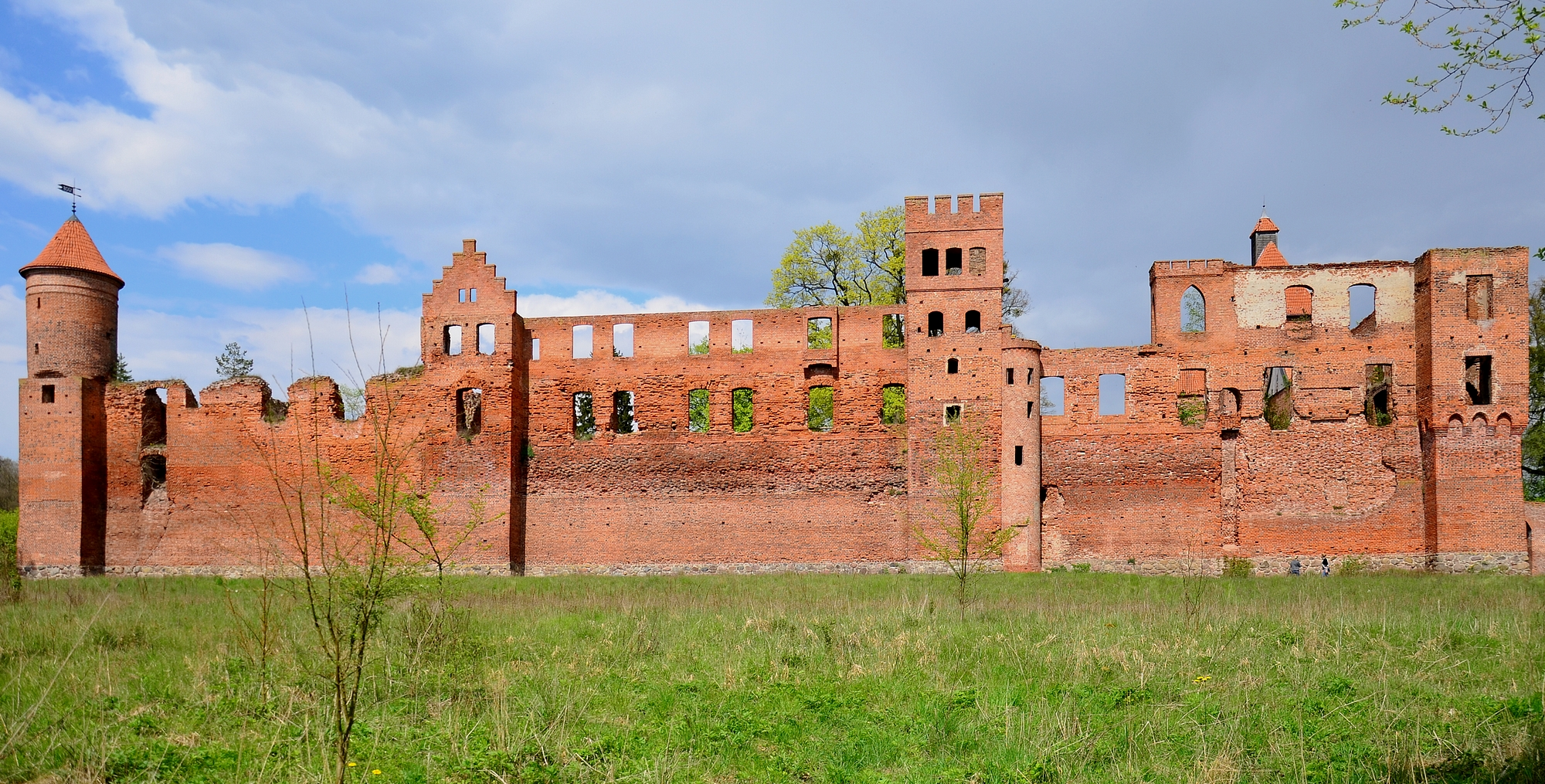
Pierzeja południowa zamku

Od 1997 obiekt jest w rękach prywatnego właściciela. 7 marca 2018 wystawiony został na licytację komorniczą.

## Architektura

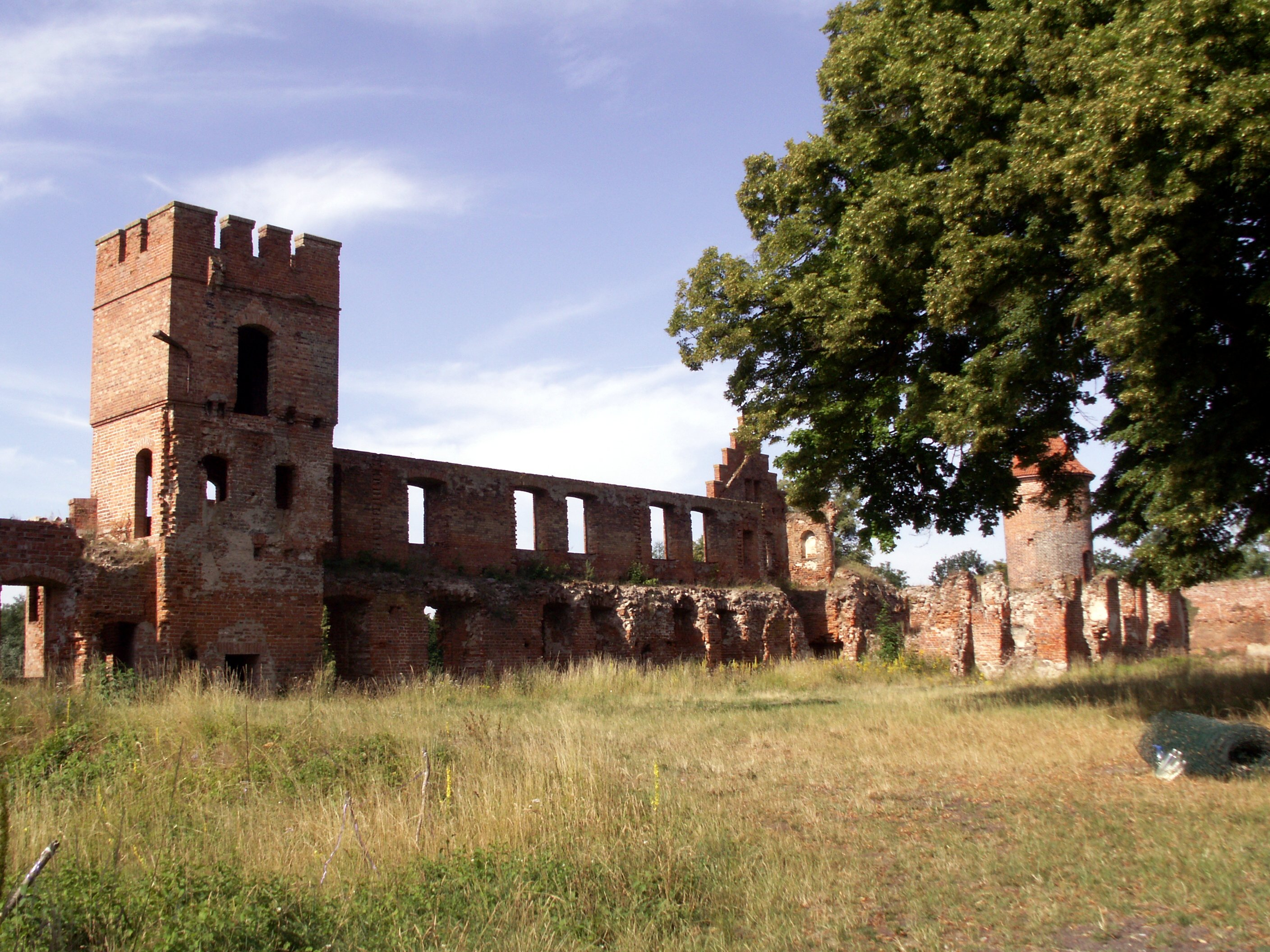
Dziedziniec zamku

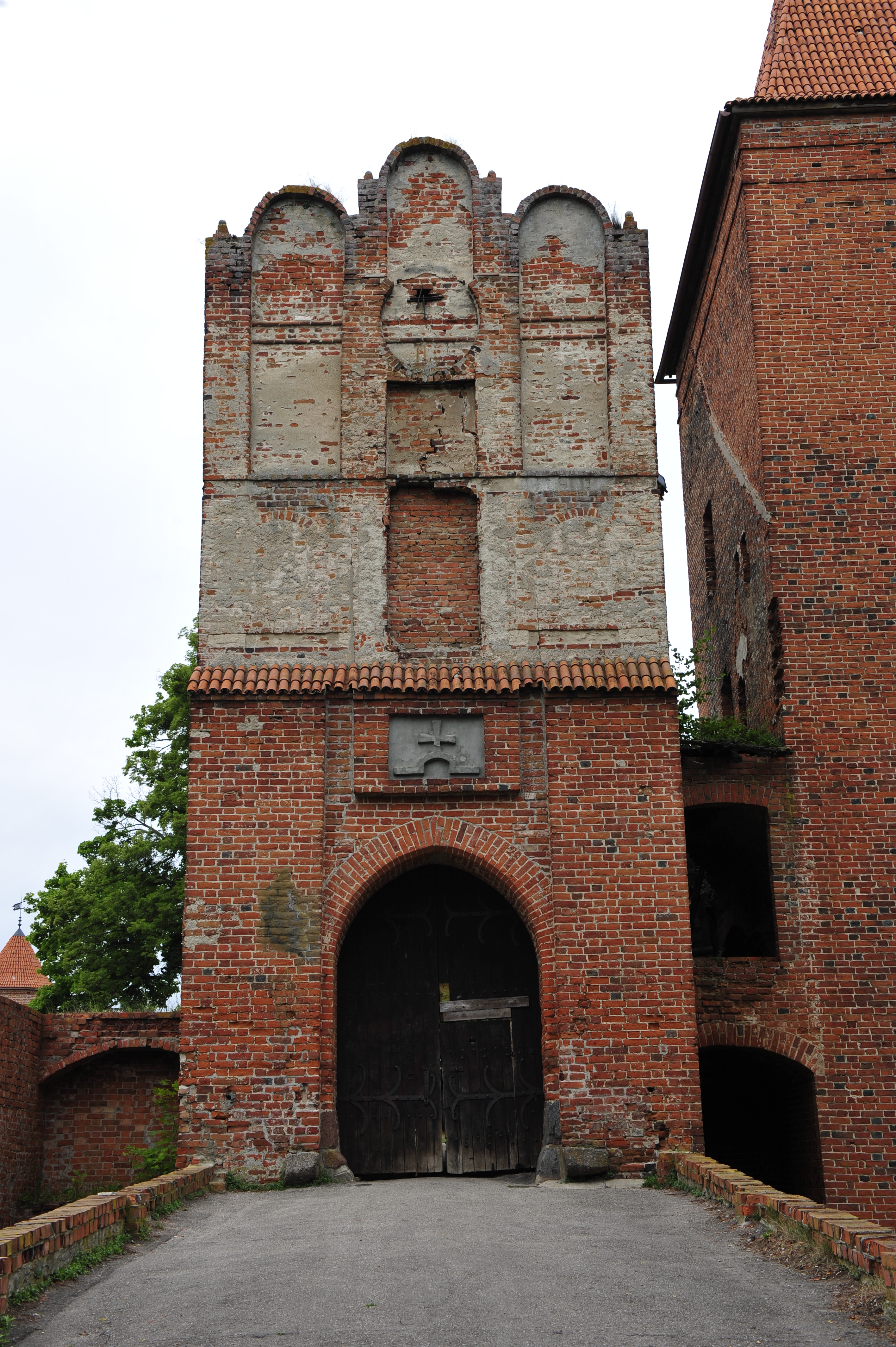
Brama główna

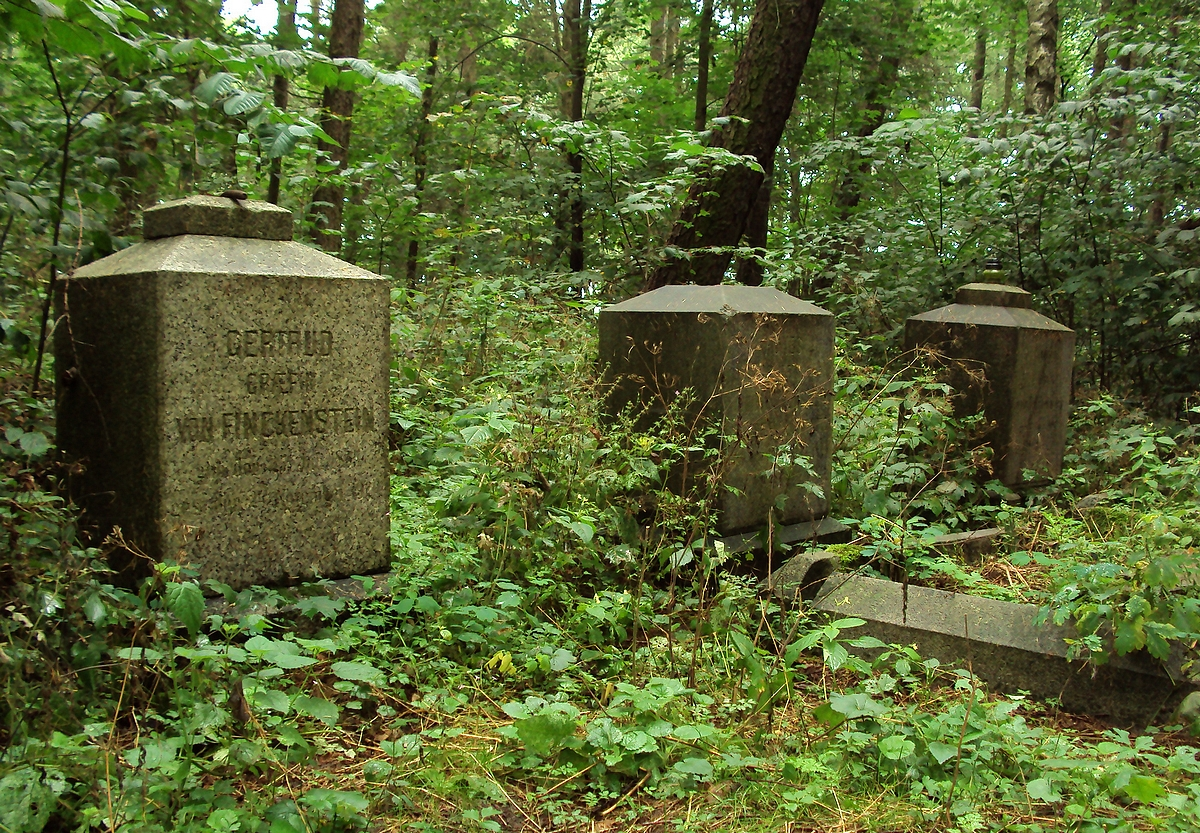
Cmentarz von Finckensteinów

Założenie zamkowe zostało wybudowane na planie prostokąta, o wymiarach 75 na 92 metry, przy wykorzystaniu nasypu zniszczonego grodu pruskiego. Zamek otoczony był murem z dziesięcioma basztami (cztery narożne, w tym baszta-gdanisko), wysuniętymi przed lico muru w celu zwiększenia potencjału obronnego całości. Wszystkie baszty wzniesione były na rzucie prostokątnym, z wieloboczną nadbudową. Wjazd do zamku prowadził przez most zwodzony, który w XIX wieku został zastąpiony mostem arkadowym, i bramę. Najwyższym punktem zamku była wieża zegarowa o wysokości 24 metrów, położona w bezpośrednim sąsiedztwie wjazdu. Dziedziniec zamkowy był zabudowany budynkami mieszkalnymi z reprezentacyjnym skrzydłem zachodnim, w średniowieczu oddanym w użytkowanie proboszcza, z kaplicą i refektarzem. Po spaleniu obiektu przez Armię Radziecką w 1946 r. z zamku ocalał głównie obwód murów obronnych z bramą, basztami i mostem; zachowały się jedynie ślady po budynkach mieszkalnych. Zamek ma obecnie formę trwałej i częściowo zakonserwowanej ruiny.
Niedaleko szymbarskiego zamku, na wzgórzu obok drogi do Ząbrowa znajduje się porośnięty lasem, prawie niedostępny cmentarz rodowy szymbarskiej linii von Finckensteinów. Spoczywa na nim czterech w linii prostej Konradów Finck von Finckenstein oraz Gertruda i Agnes – matka i córka Finckensteinów.

## W kulturze
Zamek został przedstawiony przez Zbigniewa Nienackiego w powieści Pan Samochodzik i Winnetou (Zbigniew Nienacki mieszkał w Jerzwałdzie, 20 km od zamku